# Государственный музей и галерея искусств (Чандигарх)
Государственный музей и галерея искусств, Чандигарх (хинди आर्ट गैलरी चंडीगढ़; англ. Government Museum and Art Gallery, Chandigarh) — главный музей Северной Индии, в котором собраны коллекции скульптур Гандхары, скульптур древней и средневековой Индии, миниатюрные картины Пахари и Раджастана. Своим существованием музей обязан разделу Индии в августе 1947 года. До раздела большая часть представленных в коллекции предметов искусства, картин и скульптур размещалась в центральном музее Лахора, тогдашней столицы Пенджаба.
В музее находится одна из крупнейших коллекций гандхарских артефактов в мире.
После раздела 10 апреля 1948 года произошёл раздел коллекций. Шестьдесят процентов предметов остались за Пакистаном, сорок процентов достались Индии.
Музей был открыт 6 мая 1968 года доктором М. С. Рандхавой, тогдашним главным комиссаром Чандигарха.

## История
Государственный музей и галерея искусств были построены для размещения артефактов, полученных из Лахорского музея в период раздела Индии. Здание было спроектировано французским архитектором швейцарского происхождения Ле Корбюзье совместно с его помощниками архитекторами. Проектирование было завершено в 1960-1962 гг. Строительство велось с 1962 по 1967 гг.
Этот музеей — один из трех, спроектированных Ле Корбюзье. Два других — Санскар Кендра в Ахмадабаде и Национальный музей западного искусства (Токио).

## Коллекция
Значительную часть основы коллекции музея составляли скульптуры Гандхары. Произведения искусства, полученные в апреле 1949 года из Пакистана, сначала были размещены в Амритсаре, затем в Шимле, Патиале и, наконец, после открытия музея в 1968 году были перевезены в Чандигарх. Через некоторое время доктор М. С. Рандхава приобрел для музея миниатюрные картины Пахари, современное индийские искусство. Ко времени, когда коллекция была выставлена в нынешнем здании, она уже находилась на одном уровне с ведущими музеями Северной Индии.
На сегодняшний день коллекция насчитывает около 10 000 единиц хранения.
В том числе: 627 гандхарских скульптур; древние и средневековые индийские скульптуры; скульптуры из металла раннего и позднего средневековья из Кангры, Непала, Тибета и южной Индии , включая как буддийские, так и индуистские скульптуры, миниатюрные картины Пахари, Сикхов и Великих Моголов, раджастханская миниатюра; персидские рукописи XVIII и XIX веков из Кулу, Кашмира, Раджастана и Пенджаба; ткани со всего Индийского субконтинента, среди которых выделяются Чамба Румал из Химачал-Прадеша, Канта из Бенгалии, Пхулкари из Пенджаба, Тангка из Тибета и Непала; монеты различных эпох индийской истории, в том числе монеты Маурьяна, Сунги, Кушана, Гупты, Газни, Делийского султаната, Великих Моголов, сикхов, британские и княжеские государственные монеты.
Также в экспозиции музея представлено современное искусство Индии, работы художников: Николай Рерих, Абаниндранат Тагор, Акбар Падамси, Амрита Шер-Гил, Бхупен Хахар, Биресвар Сен, Ф. Н. Соуза, Джамини Рой, М. Ф. Хусейн, Нандалал Бос, О. П. Шарма, Раджа Рави Варма, С. Г. Тхакур Сингх, Собха Сингх, Тайб Мехта и другие мастера.

## Галерея

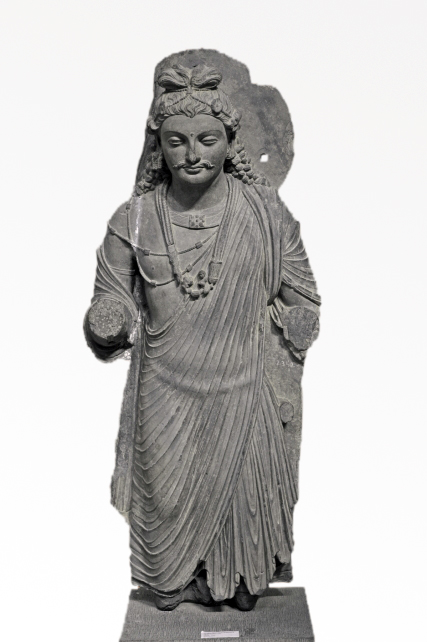
Бодхисаттва Майтрейя, ок. 2 век н. э., Гандхара
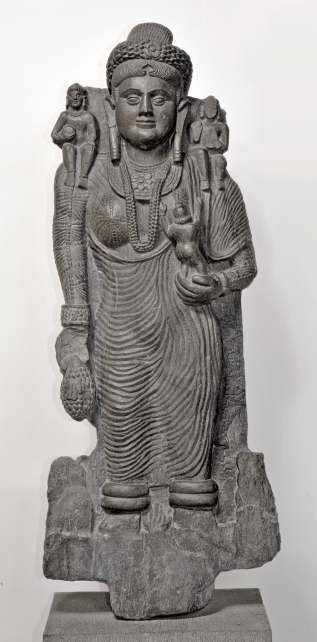
Харити, гр. 2 век н. э., Гандхара
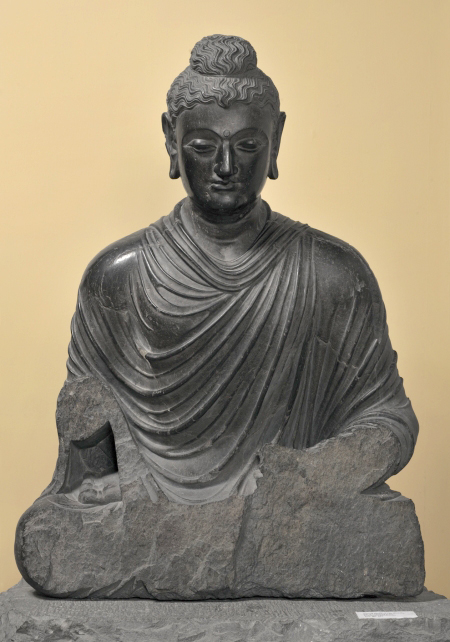
Будда, ок. 2 век н. э., Гандхара
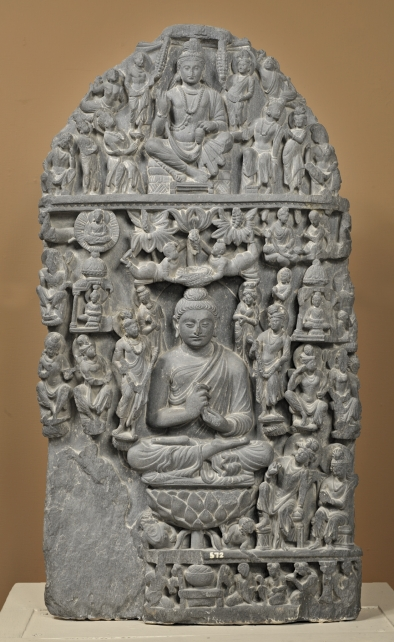
Будда и другие божества, ок. 2 в., Гандхара
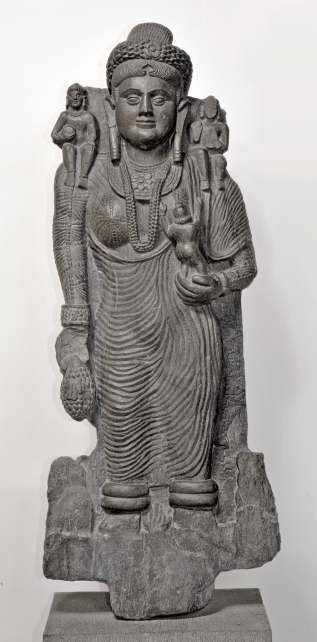
Падмавати. династия Чола, 13 в.
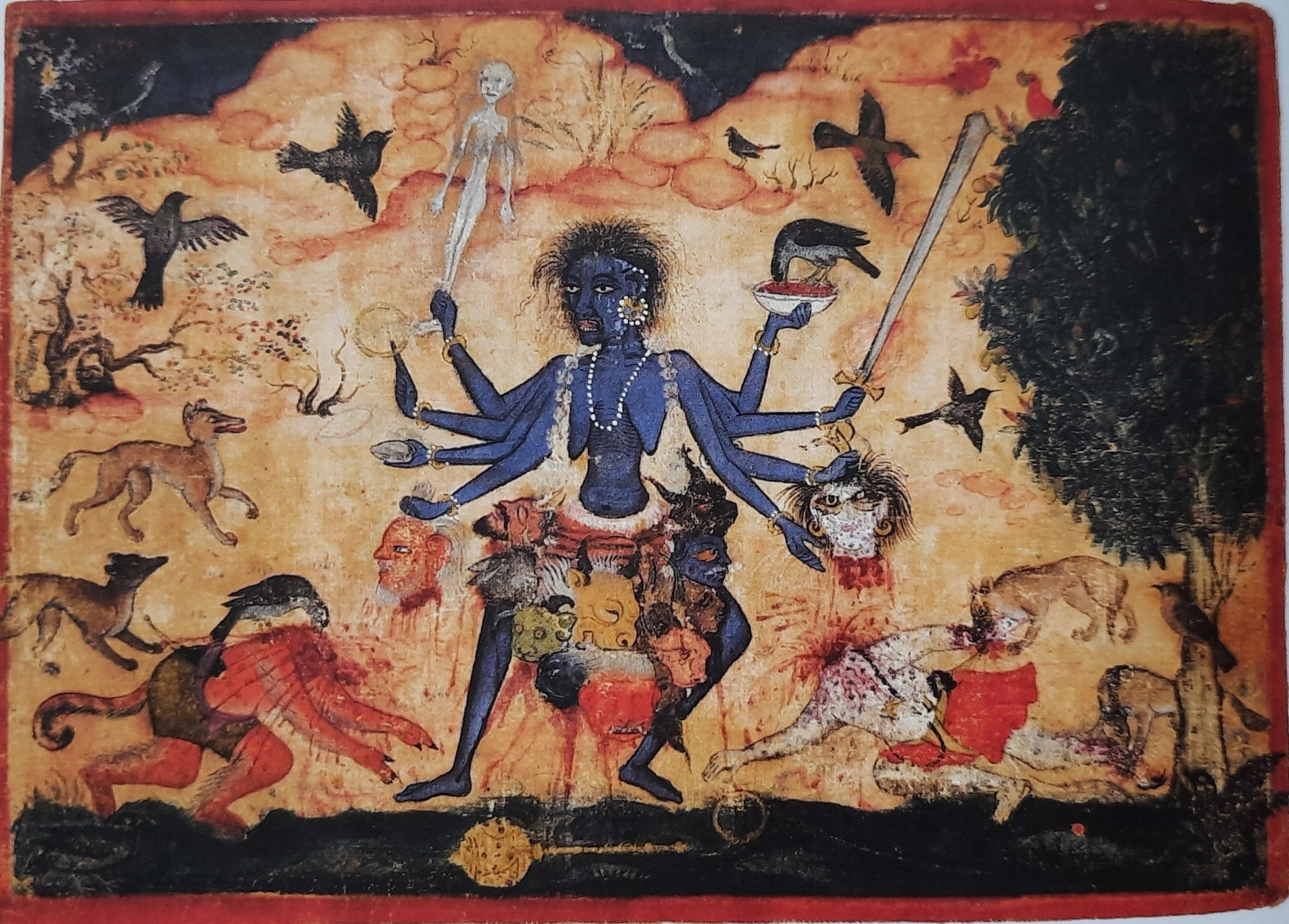
«Великая Богиня в Ее Форме Чамунда». Могольская живопись. Возможно, из свитка «Деви-махатмья», ок. 1565-1575 гг.
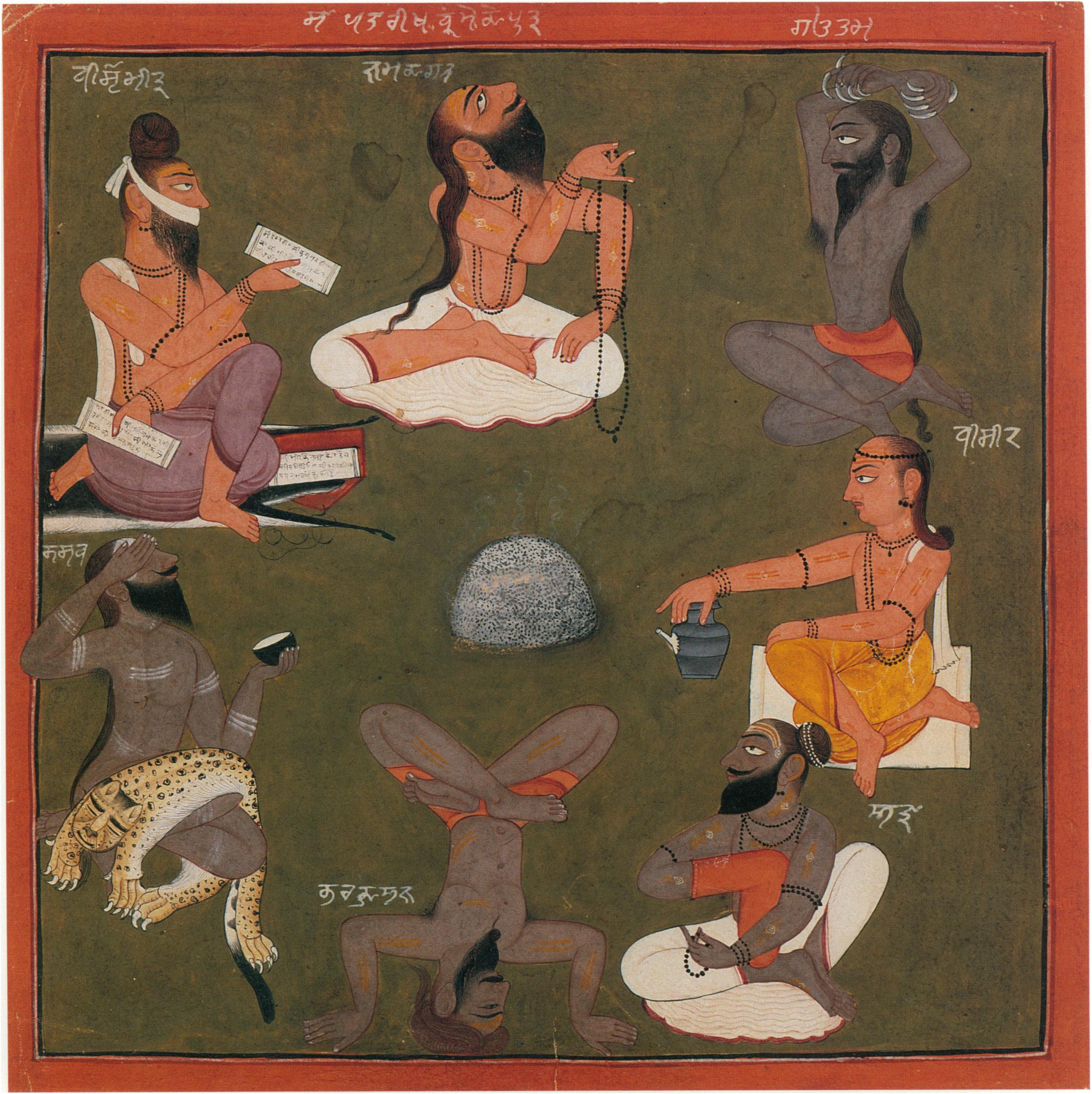
Саптариши. Картина Пахари из мастерской Бандральта-Манкот, ок. 1700
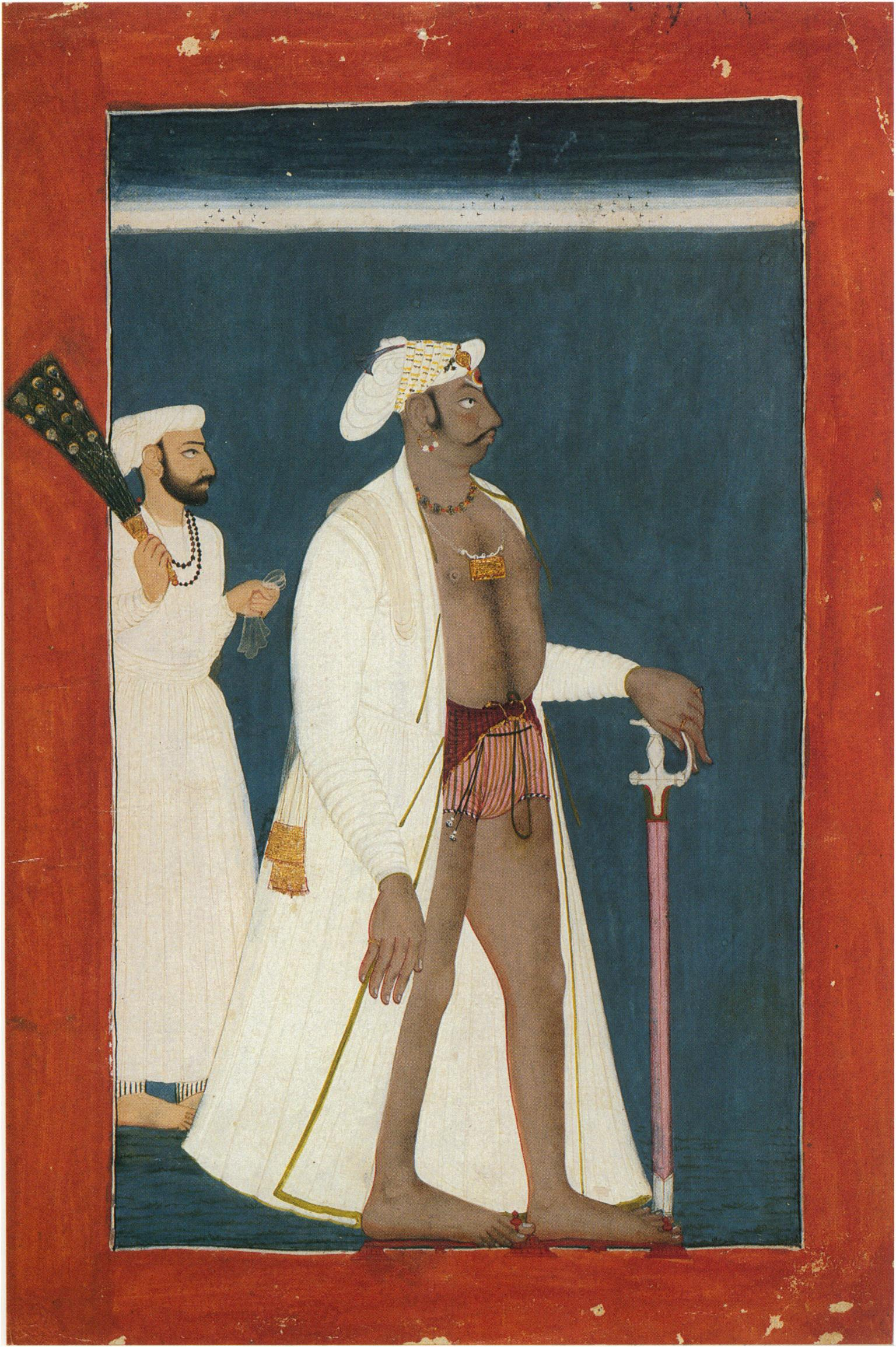
Раджа Сидх Сен из Манди — Неформальный портрет. Мастерская Манди, возможно, Хинну, ок. 1700